# 抗稅
抗税是指人民為反对政府税收政策和其他政策而拒绝纳税。抗税也是一種直接行动和公民不服從。有人為了倡导地方自治以及促进女性參政權的运动。而發動抗税运动，例如圣雄甘地领导的食盐进军以及妇女抗税联盟。